# Brett W. Bachman
Brett W. Bachman ist ein US-amerikanischer Filmeditor.

## Leben
Bachman wuchs in der Nähe von Seattle auf. Er entdeckte sein Interesse am Filmschnitt bereits während der High School. Bis zum Jahr 2011 besuchte er eine Klasse am AFI Conservatory. Ab dem Jahr 2010 war er in verschiedenen Funktionen an Filmproduktionen beteiligt. Später fokussierte er sich auf seine Arbeit als Film Editor und arbeitete wiederholt für das Filmproduktionsunternehmen SpectreVision, so unter anderem an den Filmen Mandy, Der Killer in mir und Die Farbe aus dem All.
Er lebt in Los Angeles.

## Filmografie (Auswahl)
- 2012–2013: Miss Holland (Fernsehserie, 6 Episoden)
- 2013: Raze – Fight or Die (Raze)
- 2013: Max Rose
- 2013: McCanick – Bis in den Tod (McCanick)
- 2014: Cooties
- 2015: Camino
- 2015: The Outfield
- 2016: Dirty 30
- 2017: Bitch
- 2017: Lowlife
- 2018: Mandy
- 2018: The Party’s Just Beginning
- 2019: Der Killer in mir (Daniel Isn’t Real)
- 2019: Die Farbe aus dem All (Color Out of Space)
- 2019: The Vigil – Die Totenwache (The Vigil)
- 2019: The Dunes
- 2021: Werewolves Within
- 2021: Pig
- 2021: V/H/S/94
- 2025: Companion – Die perfekte Begleitung (Companion)
- 2025: Rabbit Trap
- 2025: Heart Eyes – Der Pärchen-Killer (Heart Eyes)